# 岣嵝碑
岣嵝碑（禹王碑、大禹功德碑）原刻于湖南省境内南岳衡山岣嵝峰，故称“岣嵝碑”。相传此碑为颂扬夏禹遗迹，亦被称为“禹碑”、“禹王碑”、“大禹功德碑”。关于岣嵝碑的记载，最早见于东晋罗含的《湘中记》、赵晔的《吴越春秋》；其后，郦道元《水经注》、徐灵期《南岳记》、王象之《舆地记胜》均有记述。
2007年，岣嵝碑在失踪千年之后被重新发现，位于衡山云峰寺下的望隐桥附近，重约10吨，形状像一个桃子，高2米，底边长2.5米。但已惨遭村民部分破坏，砸成两半做了墙基。2010年12月傳有拓本出現。

## 各地翻刻

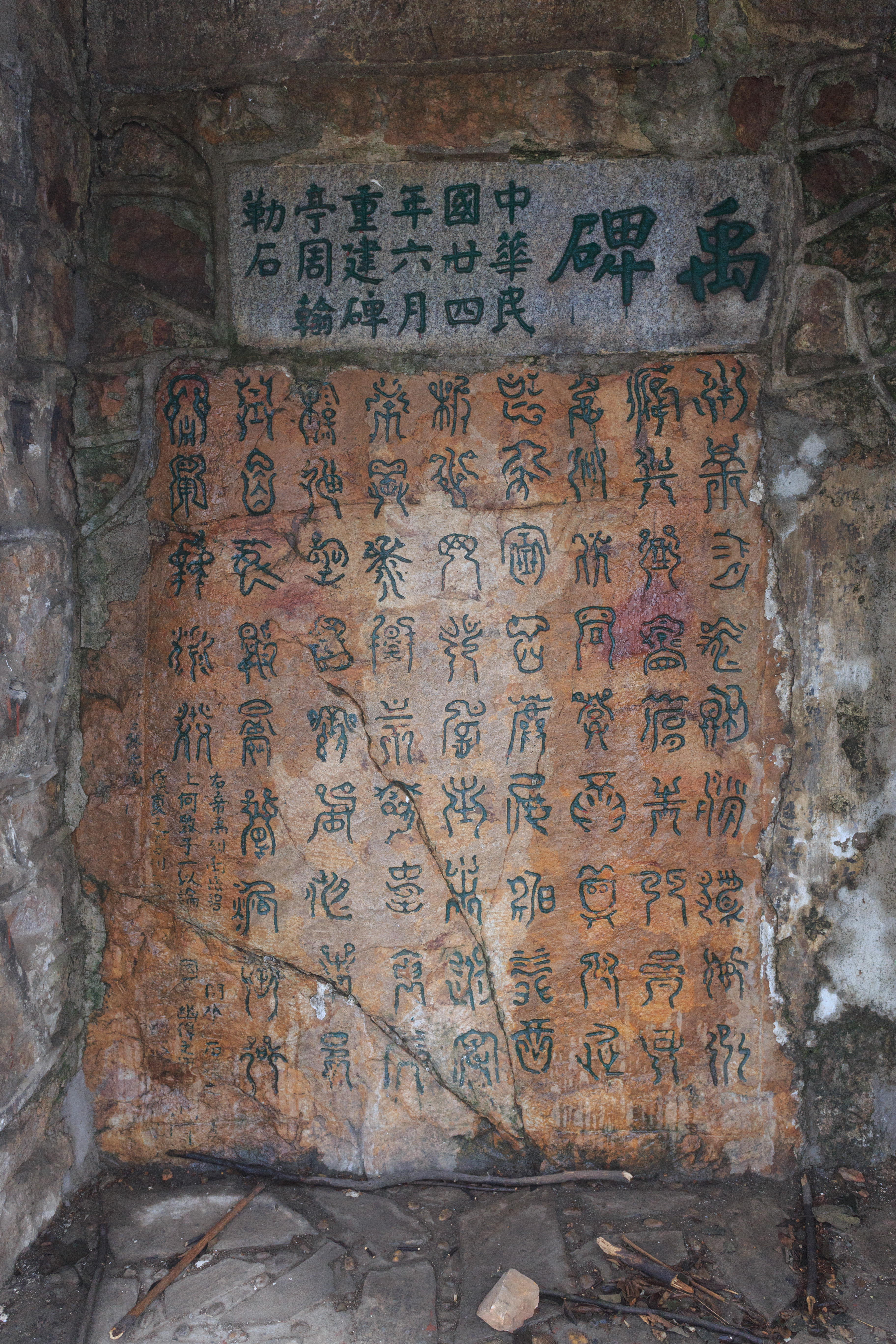
岳麓山禹王碑

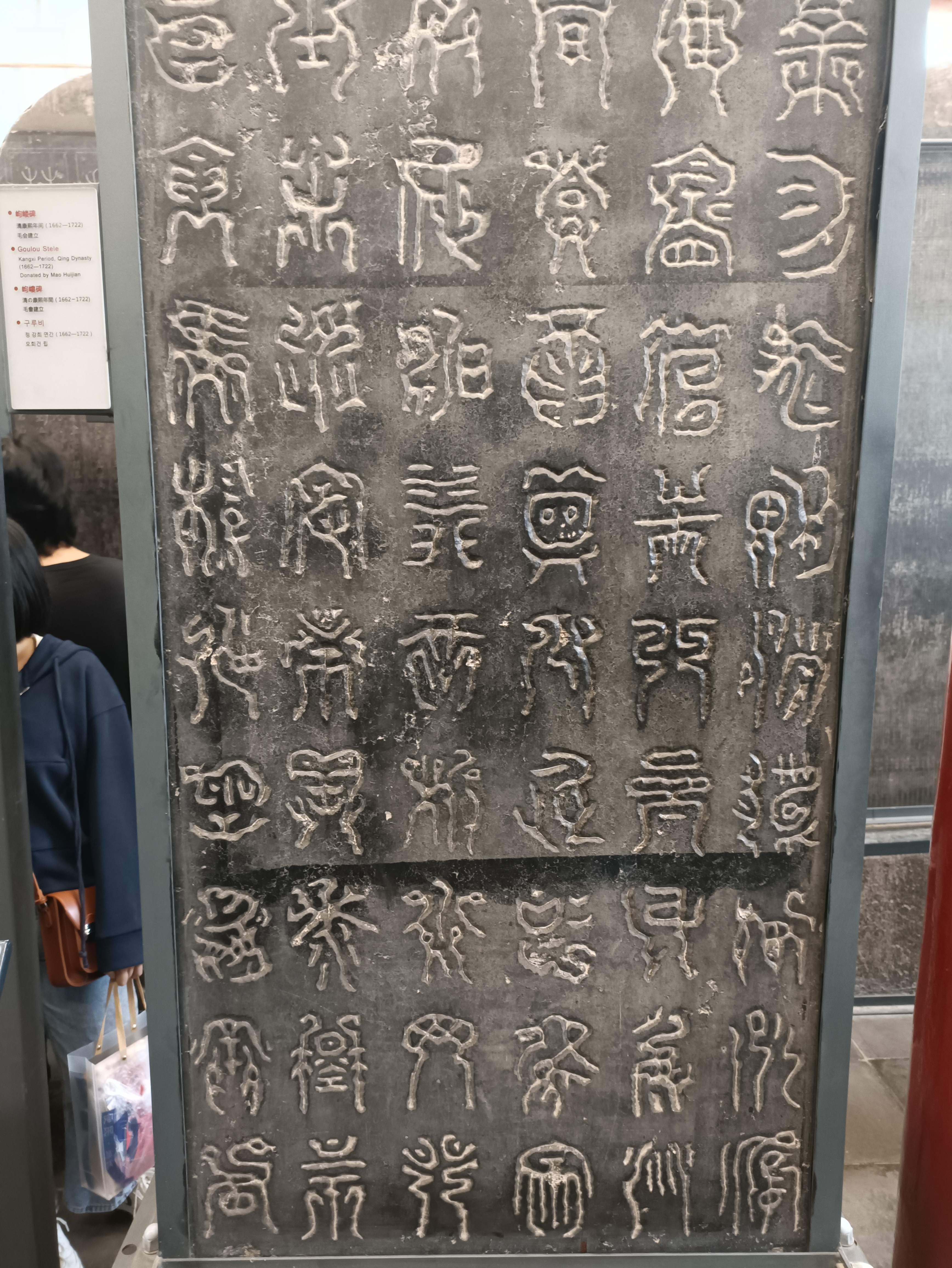
岣嵝碑，清康熙年间毛会建翻刻，西安碑林藏

南宋嘉定五年（1212年）何致游南岳时，临拓全文复刻于长沙岳麓山云麓峰。明代长沙太守潘镒于岳麓山找到此碑，传拓各地，自此岣嵝碑名闻于世；之后云南大理、四川北川、江苏南京栖霞山、河南禹州、陕西西安碑林、浙江绍兴、湖北武汉均有翻刻；明代学者杨慎、沈镒等都有释文。
- 明嘉靖十五年（1536年）冬，张素（张碧泉）将《岣嵝碑》文拓片带回云南，之后刻于安宁县城东洛阳山上法华寺石壁，为摩崖石刻；
- 浙江绍兴，存于绍兴禹庙岣嵝碑亭内，明嘉靖二十年（1541年）绍兴知府张明道据岳麓书院拓本摹勒于此，为碑刻；
- 四川明泉县（今北川县禹里羌族乡）九龙山禹庙碑亭内（1561年立），为碑刻；
- 江苏南京，位于栖霞山天开岩侧，明神宗万历三十二年二月(1609年)吏部左侍郎杨时乔刻于此，为摩崖石刻；
- 明万历年间，刻于河南汲县；
- 清康熙年间毛会建于西安府学及归德府署先后翻刻禹王碑。
- 岳麓山禹王碑，位于湖南长沙岳麓山云麓峰左侧石壁，面东而立，属摩崖石刻，为南宋嘉定五年摹拓刻本。明朝嘉靖三十年（1551年）长沙太守张西铭兼有护碑亭，明崇宗三年（1630年）兵道石维岳重修亭台，增建石栏；清朝康熙年间，周召南、丁司孔重修。碑二侧增有明代刑部刘汝南“夸神禹碑歌”、清代欧阳正焕“大观”石刻；1935年周翰重修，并增刻“禹碑”额。

## 内容
碑文共77字，9行，第一至八行每行9个字，最末一行5字。字形如蝌蚪，既不同于甲骨和钟鼎文，也不同于籀文蝌蚪。有人猜测可能是道家的一种符箓，也有说是道士伪造。
明代杨慎曾撰禹王碑释文：“承帝日咨，翼辅佐卿。洲诸与登，鸟兽之门。参身洪流，而明发尔兴。久旅忘家，宿岳麓庭。智营形折，心罔弗辰。往求平定，华岳泰衡。宗疏事裒，劳余神。郁塞昏徙。南渎愆亨。衣制食备，万国其宁，窜舞永奔。” 
由于其文字奇特，历代对其内容看法不一，古代多认为是记录大禹治水的内容，而近年一些学者则认为“岣嵝碑”并非禹碑。如曹锦炎认为岣嵝碑是战国时代越国太子朱句代表他的父亲越王不寿上南岳祭山的颂词。而刘志一则认为岣嵝碑为前611年（楚庄王三年）所立，内容是歌颂楚庄王灭庸国的历史过程与功勋。